# Посадас, Хервасио Антонио де
Херва́сио Анто́нио де Поса́дас-и-Да́вила (исп. Gervasio Antonio de Posadas y Dávila; 18 июня 1757, Буэнос-Айрес — 2 июля 1833, Буэнос-Айрес) — участник освободительного движения народов Рио-де-ла-Платы. Член аргентинского Второго Триумвирата с 19 августа 1813 до 31 января 1814 года, после этого занимал пост Верховного правителя Аргентины до 9 января 1815 года. Проводил политику соглашательства с внешним врагом — и жёсткого унитаристского давления на провинции.

## Биография
Посадас получил первоначальное образование в базилике Святого Франциска в Буэнос-Айресе. Потом изучал юриспруденцию и занимался юридической практикой совместно с Мануэлем Хосе де Лабарденом. Был поклонником французских якобинцев. Принял активное участие в Буэнос-Айресской революции 25 мая 1810 года. Тогда народ, собравшийся в городской ратуше Буэнос-Айреса провозгласил упразднение вице-королевства Рио-де-ла-Платы и расторжение всех государственных связей Ла-Платских провинций с оккупированной французами-бонапартистами Испанией. В мае 1811 года Хервасио Посадас был назначен на пост адвоката-прокурора Буэнос-Айреса.
Второй Триумвират, в состав которого вошли Посадас, Николас Родригес Пенья и Хуан Ларреа, имел задачу разработать конституцию Ла-Платских провинций (будущей Аргентины). Однако, 22 января 1814 года было принято решение сконцентрировать исполнительную власть в руках одного лица. Таким образом учреждён был пост Верховного правителя Объединённых провинций Ла-Платы, который и занял на годичный срок Хервасио Антонио де Посадас. Сторонник жёсткой властной централизации, по якобинскому образцу, — Посадас стал непримиримым противником национального героя и федералиста Хосе Артигаса. Из ненависти к Артигасовой программе, Посадас с готовностью пошёл на сговор с врагами Ла-Платской независимости: испанцами и португальцами… Посадас отправил на поимку отступавшего Артигаса два воинских отряда, но те перешли на его сторону. Когда влияние Артигаса распространилось на провинцию Корриентес, Посадас пошёл на переговоры на условиях признания автономии провинций. Артигас согласился на переговоры, подчеркнув, что под «автономией» он понимает конфедеративное устройство страны. Посадас продолжал настаивал, что страна должна быть унитарным государством, и переговоры зашли в тупик.
Через некоторое время Посадаса сменил на посту Верховного правителя Карлос Мария де Альвеар. При нём Буэнос-Айрес возобновил боевые действия против роялистов. Адмирал Вильям Браун одолел роялистский флот. Вскоре же Альвеар взял Монтевидео. После чего Альвеар пригласил Артигаса в Монтевидео, пообещав передать город «ориенталистам» (артигистам), но в Лас-Пиедрасе попытался схватить его, — однако, Артигасу удалось вырваться из ловушки.
В том же году Альвеар был свергнут в результате военного переворота. К августу 1815 года все предыдущие Буэнос-Айресские лидеры попали в немилость. Посадас был заключён в тюрьму и провёл за решёткой шесть последующих лет, при этом его переводили из тюрьмы в тюрьму 22 раза…
В 1829 году Хервасио Посадас написал мемуары.